# Liste der Monuments historiques in Mauregard (Seine-et-Marne)
Die Liste der Monuments historiques in Mauregard (Seine-et-Marne) führt die Monuments historiques in der französischen Gemeinde Mauregard auf.

## Liste der Objekte
| Bezeichnung                                           | Beschreibung | Standort                                            | Kennzeichnung | Schutzstatus | Datum | Bild |
| ----------------------------------------------------- | --- | --------------------------------------------------- | ------------- | ------------ | ----- | ---- |
| Möbel der Sakristei                                   | Verschiedene Holzmöbel wie ein Sekretär aus dem 17. Jahrhundert. | In der Sakristei der Kirche St-Jean-Baptiste (Lage) | PM77001048    | Classé       | 1979  |      |
| Glocke                                                | Bronzeglocke von der Glockengießerei Despois, 1783 gegossen | In der Kirche St-Jean-Baptiste (Lage)               | PM77001047    | Classé       | 1942  |      |
| Hochaltar, Tabernakel und Gemälde Johannes der Täufer | Das Ensemble umfasst einen Altar, einen Tabernakel mit Flügeln und ein Altarbild mit einem Gemälde, das von zwei kannelierten Säulen umrahmt wird. Es wurde eine Wiederverwendung des Ensembles beim Wiederaufbau der heutigen Kirche aus dem vorherigen Kirchengebäude vorgenommen. Entstehungszeit 18. Jahrhundert. | In der Kirche St-Jean-Baptiste (Lage)               | PM77004789    | Inscrit      | 1994  |      |